# Antonio Doblas Santana
Antonio Doblas Santana, més conegut com a Toni Doblas, (Sevilla, 5 d'agost de 1980) és un exfutbolista andalús que jugava a la posició de porter.

## Carrera esportiva
Va jugar el seu primer partit en la temporada 04-05 després que Toni Prats es lesionés davant el Reial Madrid. Doblas era el tercer porter de l'equip, però va saber aprofitar la seva oportunitat al lesionar-se Toni Prats i Contreras. Després del seu debut davant el Getafe CF, va jugar 35 partits seguits, sent la gran sorpresa de la lliga i duent al Reial Betis a la final de Copa del Rei al aturar dos penals enfront de l'Athletic Club. L'equip bètic va guanyar la copa enfront d'Osasuna, 28 anys després del seu últim títol. El Real Betis va aconseguir el passi a la prèvia de la Champions League i Toni Doblas va ser clau en superar aquesta fase a l'aturar altre penal davant l'AS Mònaco.
La temporada 2007-08 es va lesionar de gravetat durant un amistós a Alcalá de Guadaira, i per aquest motiu el club no li va oferir la renovació. La temporada 2008-09 juga al Reial Saragossa, club amb el qual es compromet per una única temporada. Durant la seva estada en el club aragonès és suplent fins a mitjan temporada, quan l'entrenador Marcelino García Toral decideix donar-li una oportunitat per tot el treball i esforç realitzat. Immediatament convenç a club, afició i cos tècnic de la seva qualitat. No obstant això, en contra de les aparences, a final de temporada el club realitza al jugador una oferta que no li convenç. Per això, se sent poc valorat i finalment no renova amb el Saragossa.
El novembre de 2009 el jugador sevillà fitxa per la SD Huesca després de passar els darrers mesos a l'atur entrenant amb el Cerro del Águila. El 2015, després de passar per altres equips europeus com el Nàpols o l'HJK Helsinki, és contractat en nou repte a la segona divisió B per la Unió Esportiva Cornellà.